# Marathon van Berlijn 2012

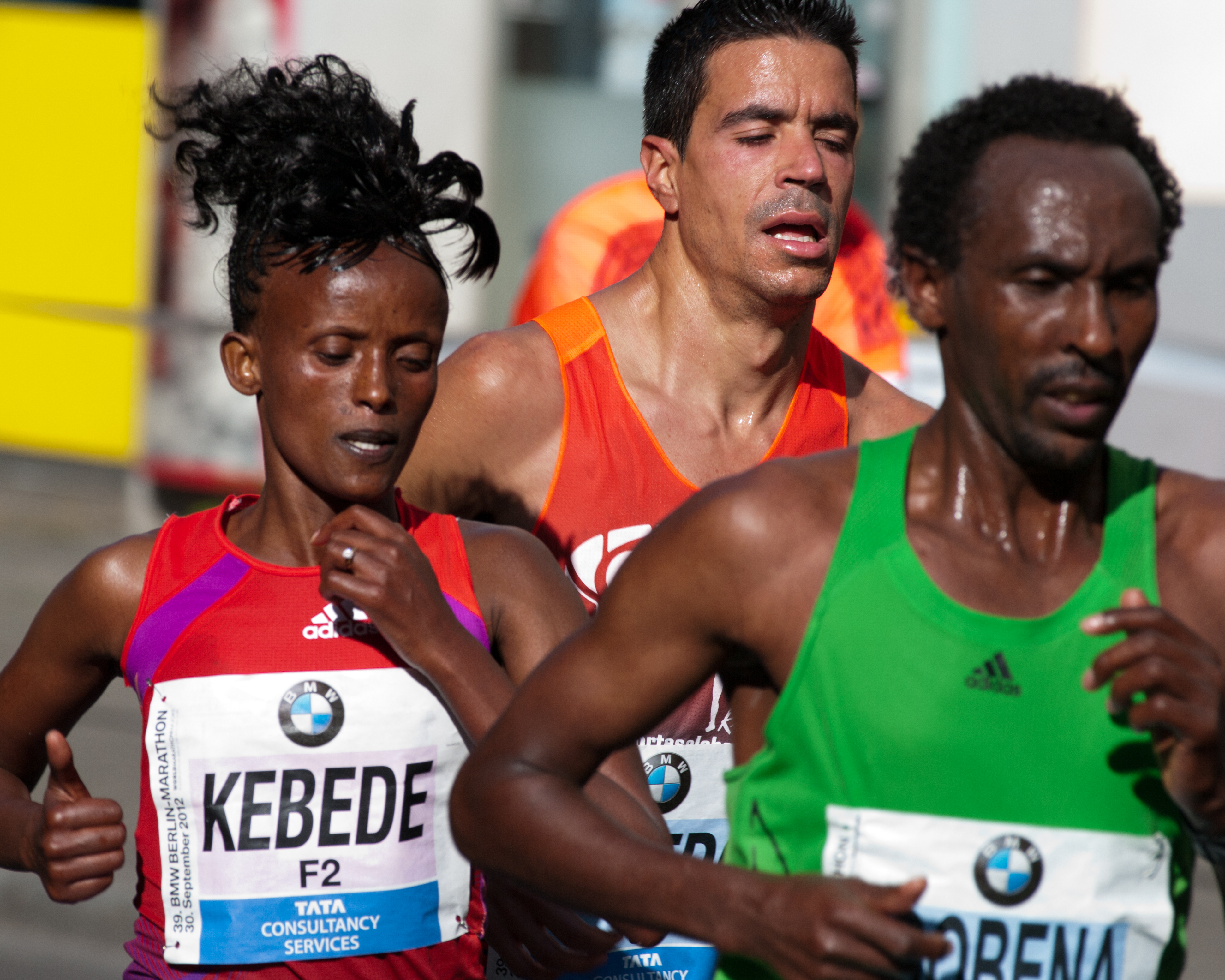
Aberu Kebede

De marathon van Berlijn 2012 vond plaats op zondag 30 september 2012. Het was de 39e editie van de marathon van Berlijn. De wedstrijd bij de mannen werd gewonnen door de Keniaan Geoffrey Mutai. Van tevoren was hij erop gebrand om het wereldrecord te verbeteren. Dit mislukte, hij finishte uiteindelijk in 2:04.15 en was hiermee ruim langzamer dan het parcoursrecord van 2:03.28, dat sinds 2011 in handen is van zijn landgenoot Patrick Makau. Wel vestigde hij hiermee de beste wereldjaarprestatie. Bij de vrouwen werd de wedstrijd beslist door de Ethiopische Aberu Kebede, die in 2:20.30 over de finish kwam. Zij verbeterde hiermee haar persoonlijke record.
De wedstrijd werd gelopen onder ideale omstandigheden (10 graden, droog, over de gehele race genomen vrijwel geen wind). Bij het evenement finishten in totaal 34.350 lopers waarvan 26.451 mannen en 7.899 vrouwen.

## Uitslagen

### Mannen
| rang   | naam                | land | tijd    |
| ------ | ------------------- | ---- | ------- |
| Goud   | Geoffrey Mutai      | KEN  | 2:04.15 |
| Zilver | Dennis Kimetto      | KEN  | 2:04.16 |
| Brons  | Geoffrey Kamworor   | KEN  | 2:06.12 |
| 4      | Nichola Kamakya     | KEN  | 2:08.28 |
| 5      | Josphat Keiyo       | KEN  | 2:08.41 |
| 6      | Josphat Jepkopol    | KEN  | 2:08.44 |
| 7      | Jonathan Maiyo      | KEN  | 2:09.19 |
| 8      | Eliud Kiptanui      | KEN  | 2:09.59 |
| 9      | Felix Keny          | KEN  | 2:10.22 |
| 10     | Masakazu Fujiwara   | JPN  | 2:11.31 |
| 11     | Suehiro Ishikawa    | JPN  | 2:11.46 |
| 12     | Samuel Woldeamanuel | ETH  | 2:12.33 |
| 13     | Jose Antonio Uribe  | MEX  | 2:12.43 |
| 14     | Jan Fitschen        | GER  | 2:13.10 |
| 15     | Miguel Gamonal      | ESP  | 2:13.14 |

### Vrouwen
| rang   | naam                 | land | tijd    |
| ------ | -------------------- | ---- | ------- |
| Goud   | Aberu Kebede         | ETH  | 2:20.30 |
| Zilver | Tirfi Tsegaye        | ETH  | 2:21.19 |
| Brons  | Olena Shurhno        | UKR  | 2:23.52 |
| 4      | Flomena Chepchirchir | KEN  | 2:24.56 |
| 5      | Fate Tola            | ETH  | 2:25.14 |
| 6      | Alevtina Biktimirova | RUS  | 2:28.45 |
| 7      | Caroline Chepkwony   | KEN  | 2:30.34 |
| 8      | Anna Hahner          | GER  | 2:30.37 |
| 9      | Sonia Samuels        | GBR  | 2:30.56 |
| 10     | Degefa Biruktayit    | ETH  | 2:33.27 |
| 11     | Favre Valerie        | SUI  | 2:34.42 |
| 12     | Karina Neipan        | ARG  | 2:42.05 |
| 13     | Samantha Amend       | GBR  | 2:45.50 |
| 14     | Jane Fardell         | AUS  | 2:46.23 |
| 15     | Ingrid Prigge        | NED  | 2:47.54 |

1974 ·
1975 ·
1976 ·
1977 ·
1978 ·
1979 ·
1980 ·
1981 ·
1982 ·
1983 ·
1984 ·
1985 ·
1986 ·
1987 ·
1988 ·
1989 ·
1990 ·
1991 ·
1992 ·
1993 ·
1994 ·
1995 ·
1996 ·
1997 ·
1998 ·
1999 ·
2000 ·
2001 ·
2002 ·
2003 ·
2004 ·
2005 ·
2006 ·
2007 ·
2008 ·
2009 ·
2010 ·
2011 ·
2012 ·
2013 ·
2014 ·
2015 ·
2016 ·
2017 ·
2018